# 源満仲公像
源満仲公像（みなもとのみつなかこうぞう）は、JR・川西池田駅前ロータリーに設置されている源満仲の騎馬像。1989年竣工。
満仲に関する説明文と清和源氏の系譜が銅像と共に設置されている。

## 歴史
源満仲が多田盆地に移り住んだことが清和源氏発祥のもととなったことから川西市が発祥の地といわれている。
この銅像は昭和から平成にかけて行われた駅周辺開発の一環で建てられた。しかし、詳細は当時の市広報にも掲載されておらず、建てられた経緯は不明。